# 중국 인민해방군 주마카오부대
중국인민해방군 주마카오부대(중국어 간체자: 中国人民解放军驻澳门部队, 정체자: 中國人民解放軍駐澳門部隊, 포르투갈어: Guarnição em Macau do Exército de Libertação do Povo Chinês)는 마카오의 방위를 맡기 위해 중화인민공화국 중앙인민정부(현 국무원)에 의해 파견되어 마카오 특별행정구의 국방및 무력, 주요 육군으로 구성되어 있으며 해군과 공군도 일부 포함되어 있다. 중앙군사위원회에 속해있다. 중국인민해방군 주마카오부대는 1999년 4월 조직되었으며, 같은 해 11월 10일에 조직이 완료되었고, 12월 20일 정오부터 마카오에 주둔하기 시작하였다.

## 역사

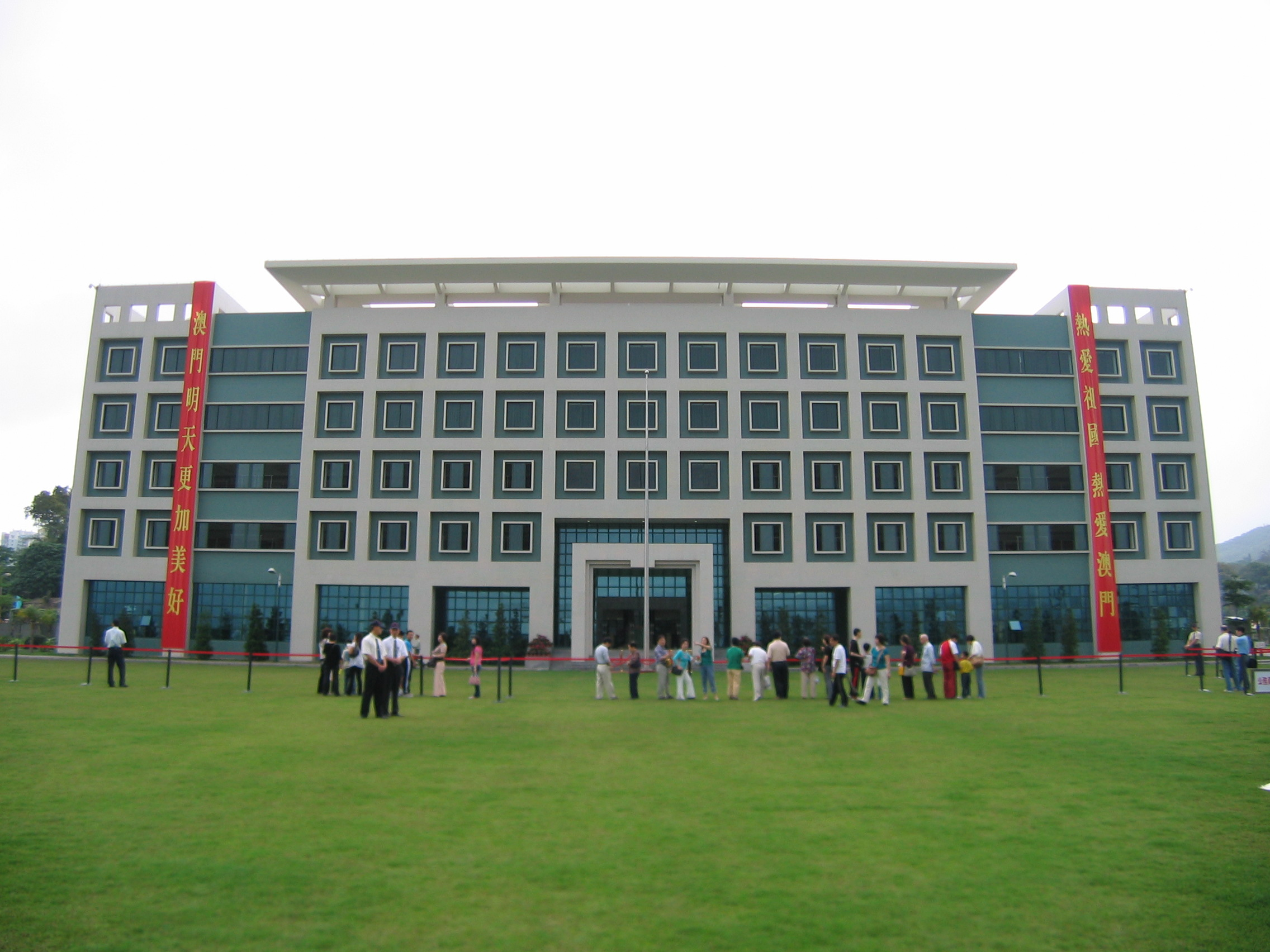
타이파(氹仔)에 위치한 군영(軍營)

중앙 인민정부는 1999년 4월 10일 광저우 군구에 조직을 구성하였다. 같은 해 6월 28일 제9회 전국인민대표대회상무위원회 제10차 회의에《중화인민공화국 마카오 특별행정구 주군(駐軍) 군법》. 같은 해 11월 10일 중국인민해방군 주마카오부대를 조직하였다. 12월 19일，중앙군사위원회 주석 장쩌민이 《중국인민해방군 주마카오부대 진주(進駐) 마카오 특별행정구 명령》을 발표하였다. 20일 정오，주마카오부대 사령관 류유에(劉粤)의 약 500명의 부대원들이 주하이 주둔지(珠海營區)에서 마카오로 이동하였다. 마카오에 진주 이후 조나 노바 데 아테로스 도 포르투 익스테리어(Zone Nova de Aterros do Porto Exterior, 新口岸)에 용처럼 성대해지라고 임시 주둔지를 정하였다. 주마카오부대는 중국인민해방군에서 파견, 주둔한 특별행정구 두 번째 부대가 되었다. 같은 날 오후 1시, 중국공산당 총서기 장쩌민의 인민해방군 부대의 사열을 받았고, 축하하였다.
2002년，주마카오부대의 타이파 에스트라다 다 바이야 데 노사 센호라 다 에스페란카 (Estrada da Baia de Nessa Senora da Esperanza, 望德聖母灣大馬路) 주둔지 건설, 2004년 12월 3일, 주마카오부대의 조나 노바 데 아테로스 도 포르투 익스테리어 (Zone Nova de Aterros do Porto Exterior, 新口岸) 주둔지 빌딩이 준공되었다. 정식 명칭은 중국인민해방군 주마카오부대 빌딩이다. 2008년 2월까지, 마카오 정부는 주마카오 부대의 조나 노바 데 아테로스 도 포르투 익스테리어와 타이파 주둔지인 두 국유지를 군사금지구역으로 지정하였다.
2009년 12월， 중앙 군사위원회 주석 후진타오가 서명 및 명령, 중국인민해방군 주마카오부대에「마카오 국방 모범 중대를 이행」했다는 영예 칭호를 수여하였다. 20일 오전에는 주권반환 기념식에 참석하고 중국 중앙군사위원회 주석 자격으로 마카오 주재 인민해방군 부대의 사열을 받았다.
중국인민해방군 주마카오부대는 2011년 5월까지「주둔지방어 및 장병 훈련이행, 일과 생활 최저 수요」를 중앙인민정부와 마카오 특별행정구에 보고하였다.

## 같이 보기
- 중국 인민해방군 주홍콩부대